# Gerhard Lauke

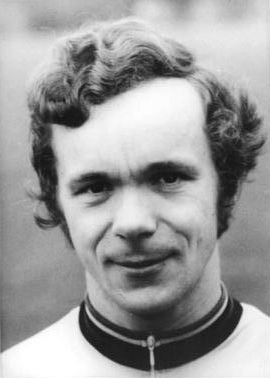
Gerhard Lauke 1977

Gerhard Lauke (* 25. Februar 1952 in Ziltendorf bei Frankfurt (Oder)) ist ein ehemaliger Radrennfahrer der DDR. Im Sommer 1976 nahm er an den Olympischen Sommerspielen in Montreal teil.

## Sportliche Laufbahn
Seine sportliche Laufbahn begann er 1963 bei der BSG Stahl Eisenhüttenstadt, wechselte 1969 zur SG Dynamo Frankfurt (Oder) und 1971 zum Sportclub Dynamo Berlin. Bei der Polen-Rundfahrt 1974 war er 18. im Gesamtklassement geworden. In der Polen-Rundfahrt 1975 gewann er eine Etappe. 1975 wurde er Mitglied des ASK Frankfurt (Oder), in dem er auch 1980 seine Karriere als Leistungssportler beendete. Lauke war Teilnehmer der Internationalen Friedensfahrt 1975, 1976 und 1977. 1976 konnte er in der Gesamteinzelwertung den dritten Platz gewinnen. Er wurde mehrfacher Rekordhalter im Einzelzeitfahren über 50 und 75 Kilometer (inoffizielle Rekorde). Gerhard Lauke startete bei den UCI-Straßenweltmeisterschaften 1975 und belegte mit dem Team der DDR den 6. Platz im Mannschaftszeitfahren. In dieser Disziplin wurde er mit seinen Teamkameraden Zehnter bei den Olympischen Sommerspielen 1976 in Montreal. Im olympischen Straßenrennen schied er aus.
Lauke beendete seine aktive Laufbahn 1980.

## Berufliches
Lauke hat eine Ausbildung zum Installateur absolviert und arbeitet seit Beendigung seiner aktiven Laufbahn als Trainer der U17 und Landesstützpunkttrainer beim Frankfurter Radsportclub 90. Er ist der Vater des ehemaligen Radrennfahrers Ronny Lauke und Nico Lauke. 

## Palmarès
| Jahr | Erfolge | Erfolge       | Rennen                                                                                     |
| ---- | ------- | ------------- | ------------------------------------------------------------------------------------------ |
| 1974 | 3.      | Gesamtwertung | DDR-Rundfahrt                                                                              |
| 1974 | 2.      | 2.            | Nationalmeisterschaft DDR, Straße, 100 km Teamzeitfahren                                   |
| 1974 | 3.      | 3.            | Weltmeisterschaft, Straße, 100 km Teamzeitfahren                                           |
| 1975 | Sieger  | 1. Etappe     | Polen-Rundfahrt                                                                            |
| 1975 | 3.      | 8. Etappe     | Polen-Rundfahrt                                                                            |
| 1975 | 2.      | 4. Etappe     | Friedensfahrt, 13. Gesamtklassement                                                        |
| 1975 | 2.      | 9. Etappe     | Friedensfahrt, 13. Gesamtklassement                                                        |
| 1976 | 10.     | 10.           | Olympische Spiele, 100 km Mannschaftszeitfahren                                            |
| 1976 | 3.      | 4. Etappe     | Friedensfahrt                                                                              |
| 1976 | 2.      | 6. Etappe     | Friedensfahrt                                                                              |
| 1976 | 3.      | 10. Etappe    | Friedensfahrt                                                                              |
| 1976 | 3.      | Gesamtwertung | Friedensfahrt                                                                              |
| 1977 | Sieger  | Sieger        | Nationalmeisterschaft DDR, Straße, 100 km Teamzeitfahren 8. Gesamtklassement Friedensfahrt |